# Отруйні медоносні рослини

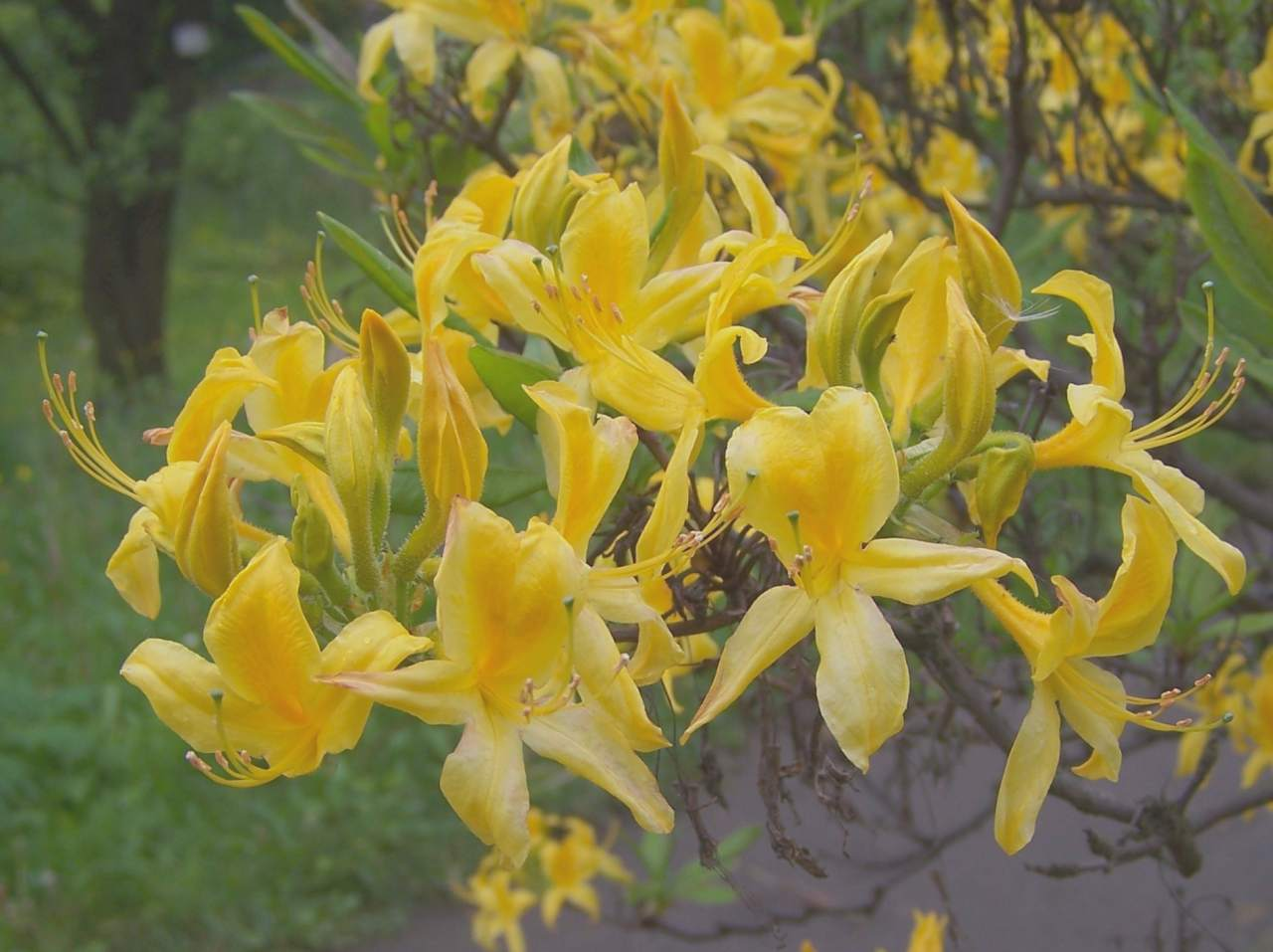
Рододендрон жовтий

Отруйні медоносні рослини — рослини серед медоносів, які здатні утворювати речовини, які викликають отруєння — алкалоїди, глюкозиди, сапоніни, токсини, органічні кислоти, смоли — і відкладати їх у органах. Ці речовини отруйно діють не на всіх тварин.
Рослини з цього списку дуже отруйні для бджіл. Іноді бджоли збирають із них нектар і пилок, що призводить до масового їх отруєння.
Найхарактерніші представники отруйних рослин такі:
- Авран лікарський.[1] Надземна частина рослини містить диглюкозид, граціолін і граціотоксин — речовини, що шкідливо діють на серце. Відомі випадки отруєння коней, рогатої худоби, свиней.
- Аконіт. Майже всі види аконіту отруйні для тварин і людини, зустрічаються в Україні, цвітуть в червні-серпні; в його квітках утворюється значна кількість нектару і пилку.[1] При відсутності інших медодаїв аконіт відвідують бджоли.[1] Його пилок і нектар викликають отруєння і загибель бджіл.[1]
- Багно звичайне[1]
- Блекота чорна
- Рододендрон жовтий
- Чемериця біла

Мед із таких рослин шкідливий і для людини. Спожитий, спричиняє запаморочення й блювання.